# Missile Football Club
 (décembre 2016).
Si vous disposez d'ouvrages ou d'articles de référence ou si vous connaissez des sites web de qualité traitant du thème abordé ici, merci de compléter l'article en donnant les références utiles à sa vérifiabilité et en les liant à la section « Notes et références ».
Actualités
Le Missile Football Club est un club de football gabonais fondé en 2003 et basé à Libreville.

## Histoire

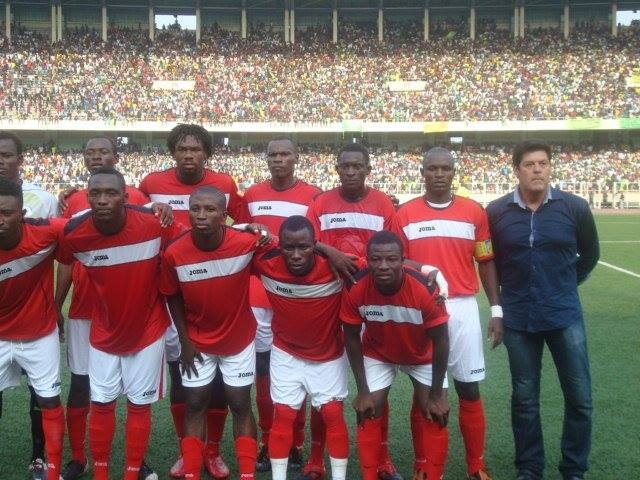
À Kinshasa face à l'AS Vita Club en 2011

## Entraîneurs
- 2011 :  Luc Eymael
- 2011-2012 :  Luc Eymael

## Palmarès
- Championnat du Gabon
  - Champion : 2011

- Coupe du Gabon
  - Finaliste : 2010